# Valenzuela confluens
Valenzuela confluens är en insektsart som först beskrevs av Walsh 1863.  Valenzuela confluens ingår i släktet Valenzuela och familjen fransvingestövsländor. Inga underarter finns listade i Catalogue of Life.